# 1150 Achaia
1150 Achaia är en asteroid i huvudbältet som upptäcktes den 2 september 1929 av den tyske astronomen Karl Wilhelm Reinmuth. Tio dagar senare gjordes en oberoende upptäckt av de tyska astronomerna Arnold Schwassmann och Arno Arthur Wachmann.
Asteroidens preliminära beteckning var 1929 RB. Den fick senare namn efter Achaia som ligger på Peloponnesos nordkust, i Grekland.
Den tillhör asteroidgruppen Flora.
Achaias senaste periheliepassage skedde den 23 juni 2020.[Uppdatering behövs] Dess rotationstid har beräknats till 60,99 timmar.